# Henri d'Outreman

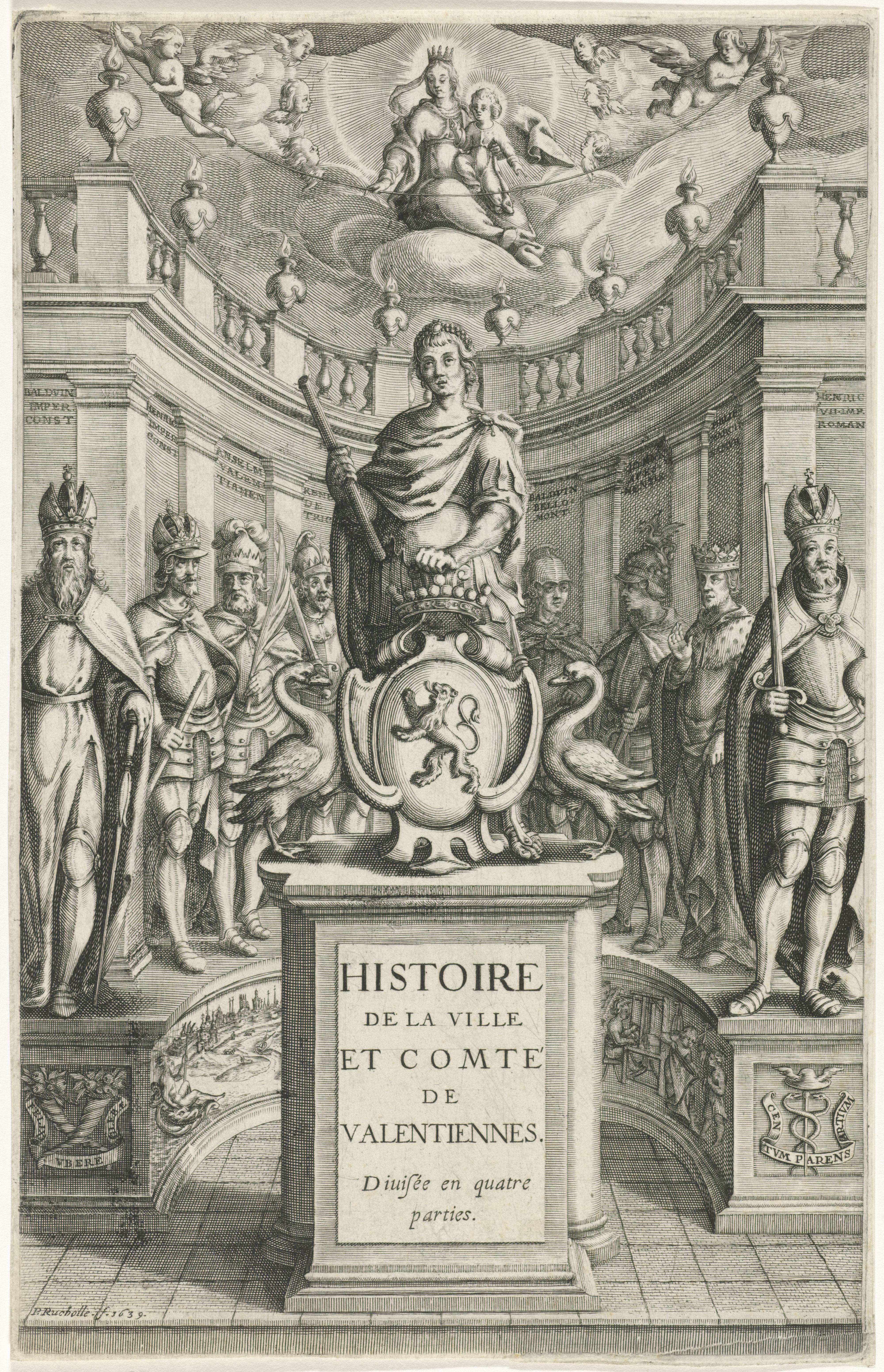
Titelpagina van de geschiedenis van Valencijn door Henri d'Outreman, postuum uitgegeven door zijn zoon Pierre (Rijksmuseum Amsterdam)

Henri d'Outreman (ook: Henry, d'Oultreman) (Valencijn, 22 augustus 1546 – aldaar, 1 oktober 1605), heer van Rombies, was bestuurder en historicus van de stad Valencijn in het graafschap Henegouwen.

## Leven
Hij stamde uit de oude Gentse familie Outermans (Woutermans) en is de vader van Philippe en Pierre d'Outreman, die beiden toetraden tot de Jezuïetenorde.
Hij genoot zijn opleiding eerst in zijn geboortestad Valencijn en daarna aan de Universiteit van Leuven (vanaf 1662). Hij studeerde er filosofie en rechten, maar behaalde geen enkele graad. In de daaropvolgende jaren reisde hij door Europa. Achtereenvolgens bekleedde Henri d'Outreman de functies van schepen, burgemeester en provoost van de stad Valencijn. In 1600 vertegenwoordigde hij zijn stad in de Staten-Generaal in Brussel.

## Werken
Henri d'Outreman hield een reisdagboek of itinerarium bij van zijn reis door Europa. Daarnaast schreef hij over de geschiedenis van de Romeinse families en republiek, die hij echter niet publiceerde of afwerkte. Hij stond ook bekend als een (neolatijns) dichter.
Hij stelde een beschrijving op van de feestelijkheden naar aanleiding van de intrede van de aartshertogen Albrecht en Isabella in Valencijn. Deze tekst werd opgenomen in het boek van de Antwerpse stadsfunctionaris Joannes Bochius over de inhuldiging van de aartshertogen dat in 1602 werd uitgegeven door de Officina Plantiniana in Antwerpen.
Zijn bekendste werk is echter zijn Histoire de la ville et comte de Valentiennes. Deze geschiedenis van zijn geboortestad bleef aanvankelijk ongedrukt, maar in 1639 bezorgde zijn zoon Pierre alsnog een postume en aangevulde editie. Henri's neef Antoine d'Outreman, intussen abt van de Sint-Jansabdij in Valencijn, verzorgde naar aanleiding van deze publicatie een biografische schets van de auteur.